# Рыбин, Георгий Николаевич
Гео́ргий Никола́евич Ры́бин (18 апреля 1901, Джаркент — 1 марта 1974, Ленинград) — советский гидрограф, исследователь Арктики и Балтийского моря.
В его честь названы:
Рыбин- яха- 1923 г. Река, впадающая в Обскую губу (Карское море),- Устье 69º01' N 72º31’ Е- как впервые нанесшего реку на карту.
Гора Рыбина- 1999 г. Гора в Атлантическом океане 31°47’2N, 12°49’4W к северу от Канарских островов с наименьшей глубиной 412 м на фоне окружающих глубин 2400—2500 м, в честь его выдающегося вклада в изучение северных морей и Балтийского моря, а также в обучение гидрографов.

## Биография

### Детство и юность, учеба
Родился в семье казачьего офицера.

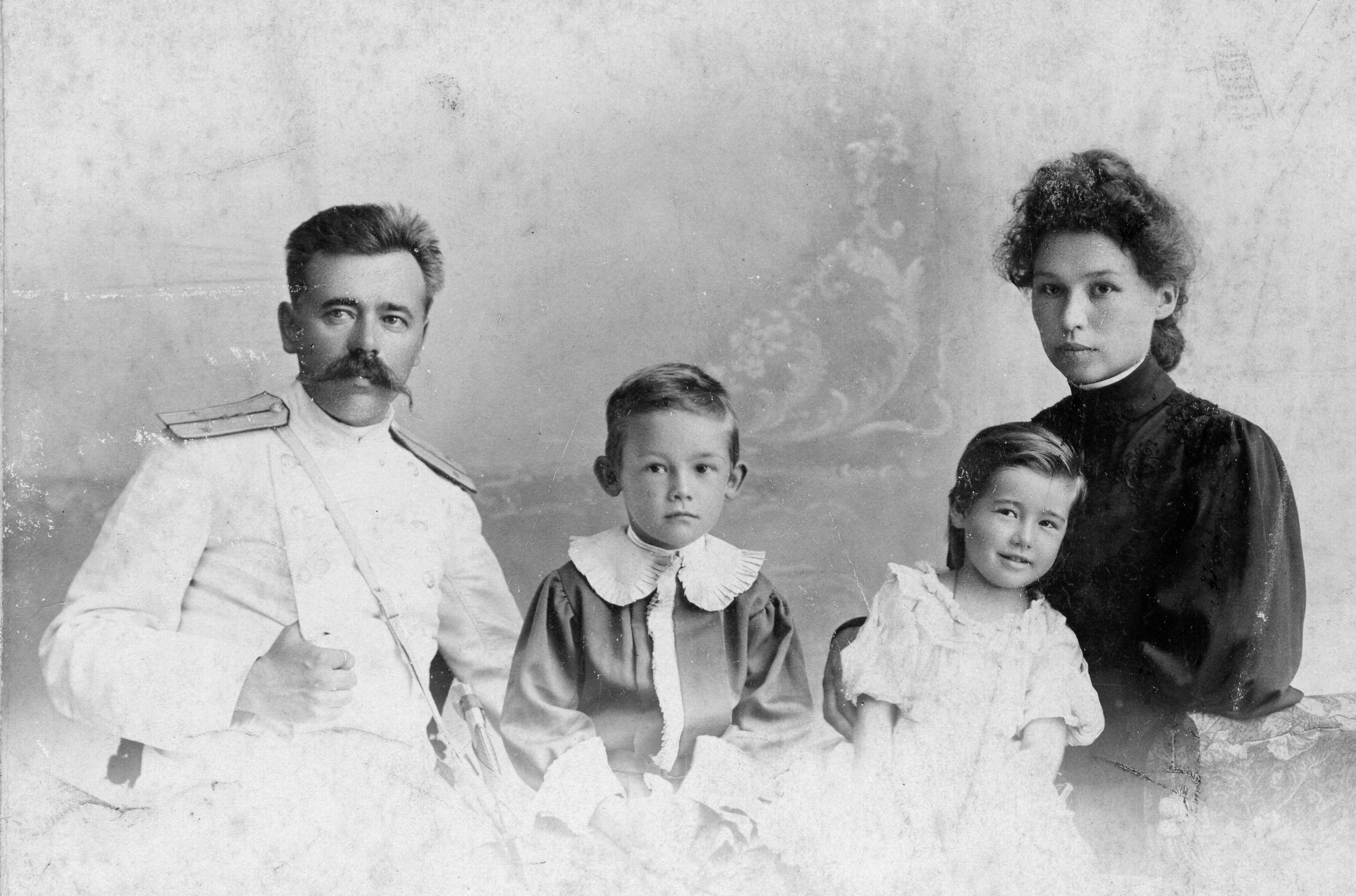
Георгий Николаевич с сестрой и родителями

Чтобы помочь семье, он в течение 3 лет- с 1917 по 1919 гг.- на периоды летних каникул устраивался в Омске, где он жил с родителями и младшей сестрой Ольгой, на сезонные работы в изыскательскую партию по землечерпанию реки Иртыш.
В 1919 году окончил с золотой медалью Первую Омскую мужскую гимназию и поступил в Томский технологический институт. Однако учебе помешал призыв его в августе 1919 в армию Колчака, в казачью сотню при штабе 3-й армии. В январе 1920 Рыбин заболел сыпным, затем возвратным тифом и 4 месяца находился на излечении в селе Корестелово Ербевской волости Канского уезда. Затем был призван в Красную армию- красноармейцем 2-й роты Отдельного Запасного стрелкового батальона Западно-Сибирского военного округа (г. Тюмень). В сентябре 1920 откомандирован в Томск для продолжения образования в Технологическом институте. Однако за отсутствием вакансий в институт Георгий принят не был, а поступил в Омский землеустроительно-межевой Техникум.

### Убекосибирь

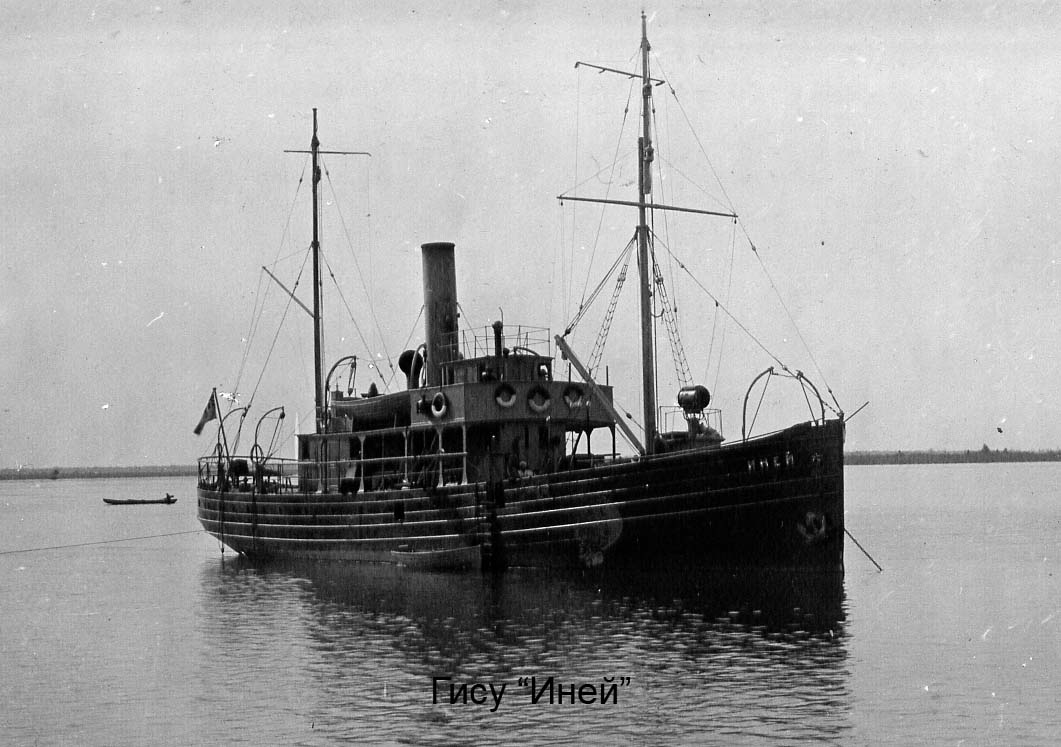
ГиСу «Иней» в Обской губе

После заключения РСФСР в марте 1921 г. торгового соглашения с Великобританией и торгового договора с Норвегией организуется Карская товарообменная экспедиция. Сдав зачеты, летом 1921 Г. Н. Рыбин поступает вновь на военную службу-в Убекосибири (Управление безопасности кораблевождения), в Отдельный гидрографический отряд в качестве лотового рулевого гидрографического судна под номером «141». В 1922 оставляет учебу и зачисляется на командную должность — переводчиком штурманской части Обской лоцдистанции Убекосибири. Затем он занимает должность производителя работ на различных гидрографических судах («Иней», «Орлик», «Анна», Циркуль", «Прибой», «Торос»). В июле 1925 г. назначен заведующим компасным делом (девиатором) по Обскому бассейну.
В 1927 г. сдал специально созданной для этой цели комиссии экзамены по курсу гидрографического училища.
В 1928 Георгий экстерном сдает экзамены в Одесском мореходном техникуме для получения квалификации штурмана.

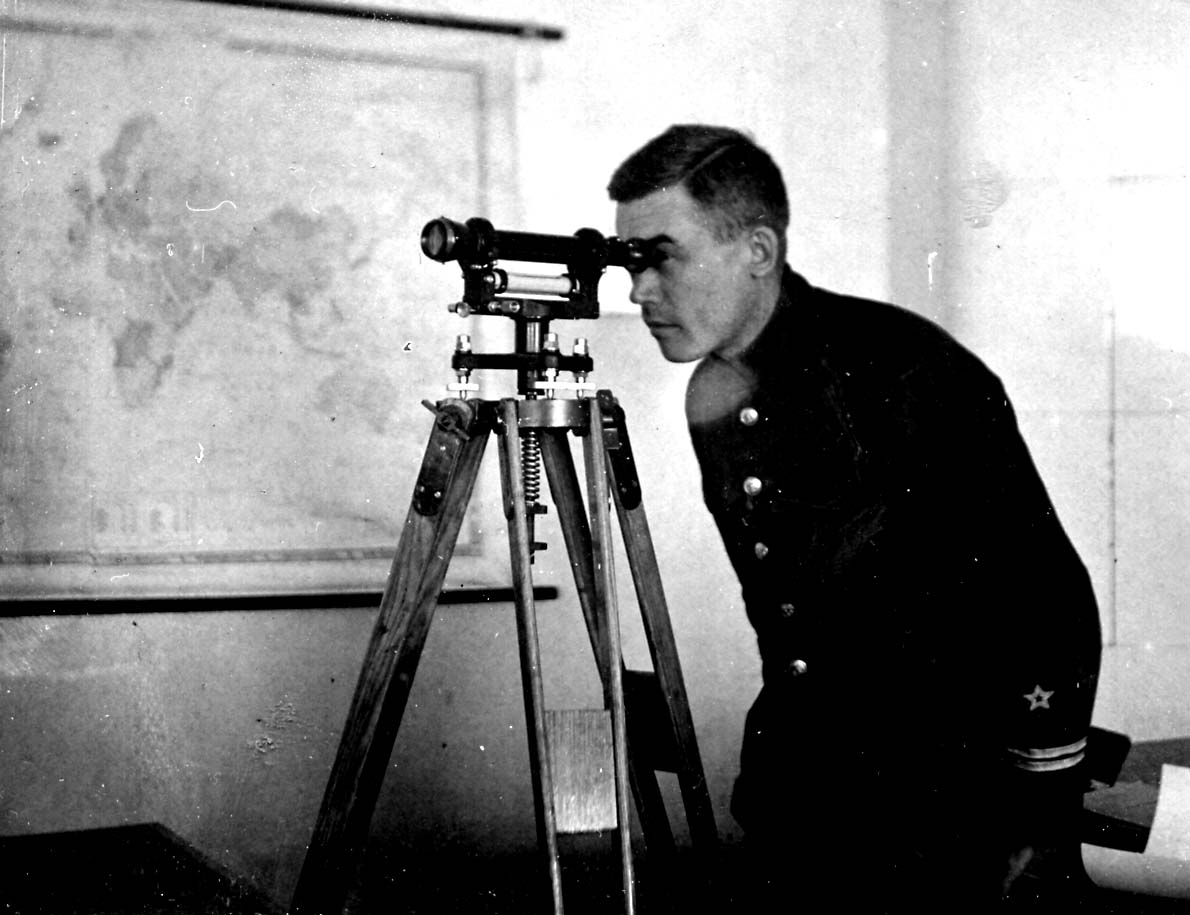
1930 за нивелиром

В 1930 году Георгий Николаевич окончил специальные курсы командного состава ВМФ РККА (Рабоче-крестьянской Красной армии) при Военно-морском училище им. М. В. Фрунзе по гидрографической специальности (гидрографический класс). /РГА ВМФ, Фр.-895, оп.3, д. 26, л. 273/
С 1930по 1933годы служил в Енисейской лоцдистанции Убекосибири, командуя военным гидрографическим судном «Циркуль». В марте 1933 г. в связи с передачей органов гидрографической службы Сибири в ведение Главного управления Северного морского пути (Главсевморпуть), после окончания работ Обь-Енисейской экспедиции гидрографы были переведены Ленинград. Здесь командир РККФ Рыбин был назначен на должность старшего производителя работ в Отдельный гидрографический отряд Убекобалта (г. Кронштадт). С этого года началась его служба на Балтике.

### Убекобалт

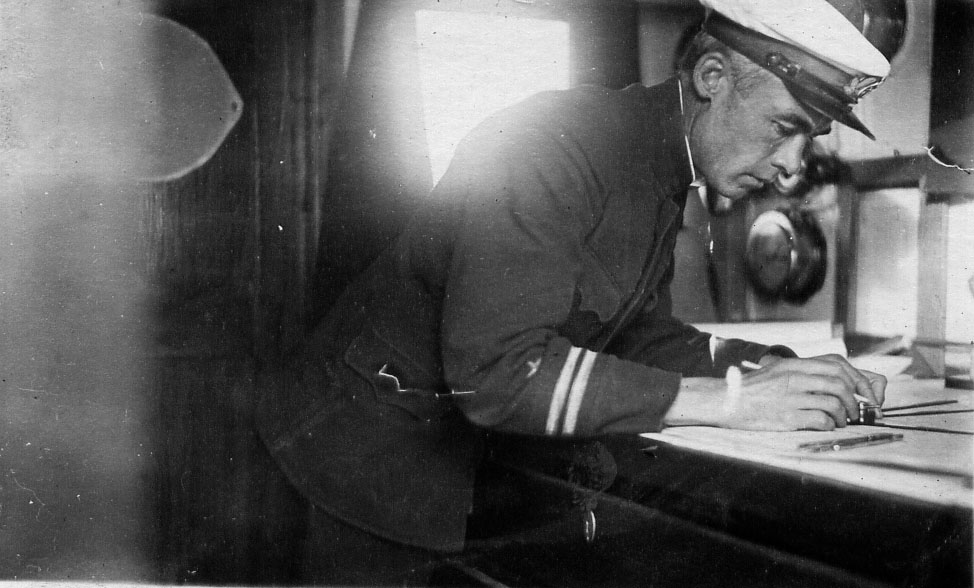
Г. Н. Рыбин за прокладкой курса

В последующий период службы в Убекобалте, переименованном затем в Гидрографический отдел Краснознамённого Балтийского флота — ГО КБФ, Георгий Николаевич занимал должности начальника гидрографической партии, командира корабля 2 ранга «Ост» и помощника начальника ГО по МТО, командира отряда гидрографических кораблей. Все задания выполнял успешно.
Всё это позволило командованию в 1937 году направить его для учёбы на вечернем гидрографическом факультете Военно-морской академии имени Ворошилова. Он успешно окончил три курса на факультете, а для окончания последнего курса осенью 1940 года был откомандирован в академию уже для очного обучения и в августе 1941 года окончил полный курс академии по гидрографической специальности, получив квалификацию военно-морского инженера- гидрографа.

### Война

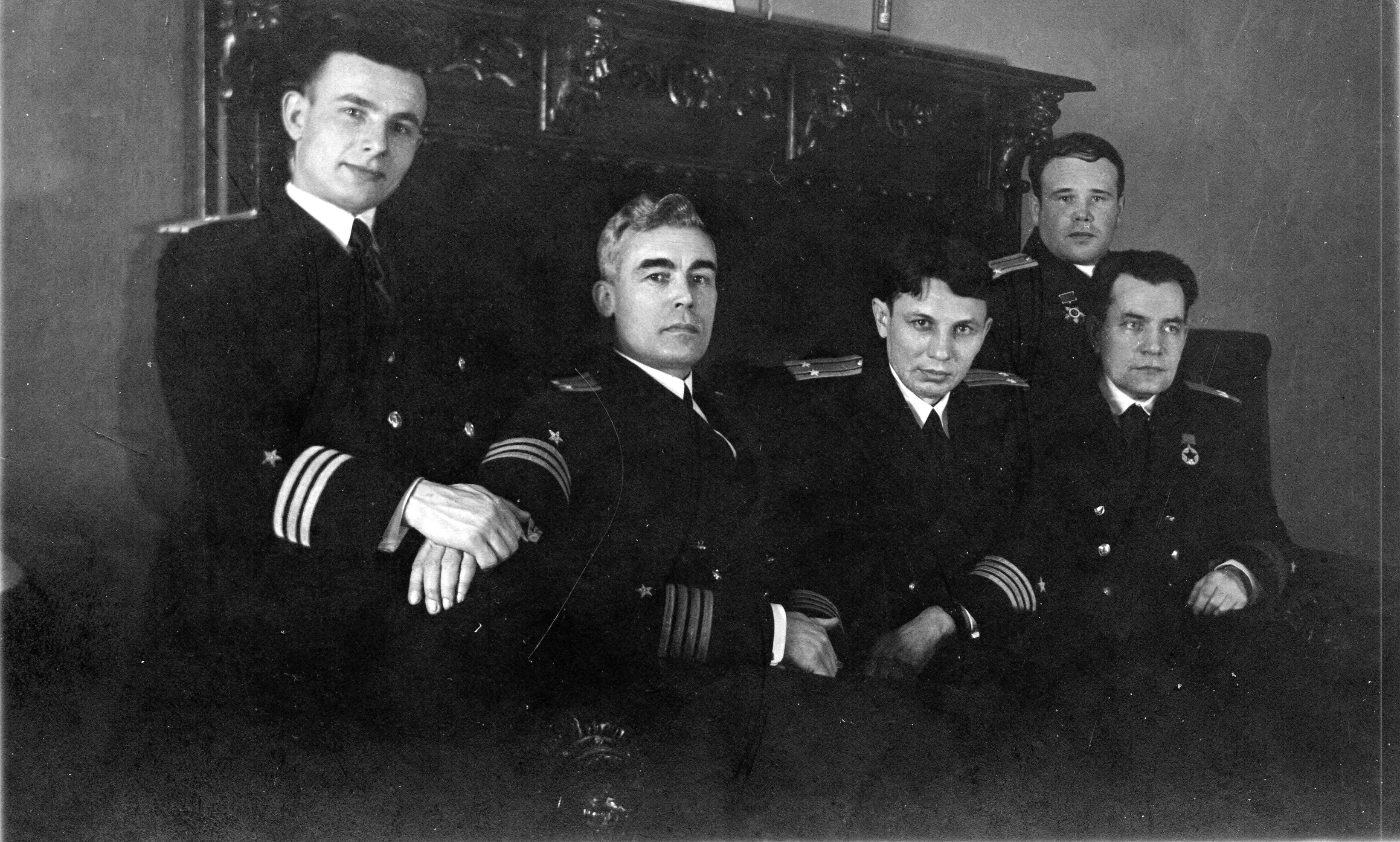
1943 Командование ГОКБФ-2

После окончания академии Георгий Николаевич был направлен в Маневренный гидрографический отряд ГО КБФ. 
В ноябре 1941 года капитан 3 ранга Г. Н. Рыбин был назначен на должность заместителя начальника ГО КБФ, которую он исполнял всю войну. 
Во время Великой Отечественной войны занимался организацией навигационно-гидрографического обеспечения боевых действий флота, обеспечением переброски армейских соединений и высадки десантов, переводом средств навигационного оборудования на особый режим работы. В течение всей блокады он находился в Ленинграде — служил в должности начальника 1 отдела, а затем заместителя начальника Гидрографического отдела КБФ, которым в то время был Георгий Иванович Зима.
Во время Блокады Ленинграда очень [militera.lib.ru/memo/russian/tributz_vf/index.html большую роль сыграли гидрографы] при обеспечении стрельб береговой и корабельной артиллерии. На гидрографов возлагалось точное геодезическое определение позиций наших корабельных, береговых, железнодорожных и зенитных батарей, составление батарейных формуляров и других документов для обеспечения стрельбы, а главное, разведка батарей противника путём их инструментальной засечки. Для этой цели были сформированы 2 маневренных гидрографических отряда. Одним из них руководил капитан 3 ранга Г. Н. Рыбин. Один из пунктов для засечки немецких батарей находился на куполе Исаакиевского собора.
В ноябре 1941 за отличную работу по геодезическому обеспечению артиллерии КБФ, участвовавшей в обороне Ленинграда, капитан 2 ранга Г. Н. Рыбин был награждён ценным подарком — карманными швейцарскими часами (Они переданы на хранение в музей Главного управления навигации и океанографии Министерства обороны).
Во время Блокады в 1942 году Г. Н. Рыбин перенес дистрофию.
После снятия блокады в 1944 году и освобождения Эстонии Гидрографический отдел КБФ был переведён в Таллин.
В 1944и 1945годах основной задачей Гидроотдела был скорейший ввод в строй портов и СНО (маяков, знаков, створов и т. п.) после их занятия нашей армией. Г. Н. Рыбин участвовал в Восточно- Прусской и Кёнигсбергской операциях, закончив свой боевой путь в Кёнигсберге.

### После войны

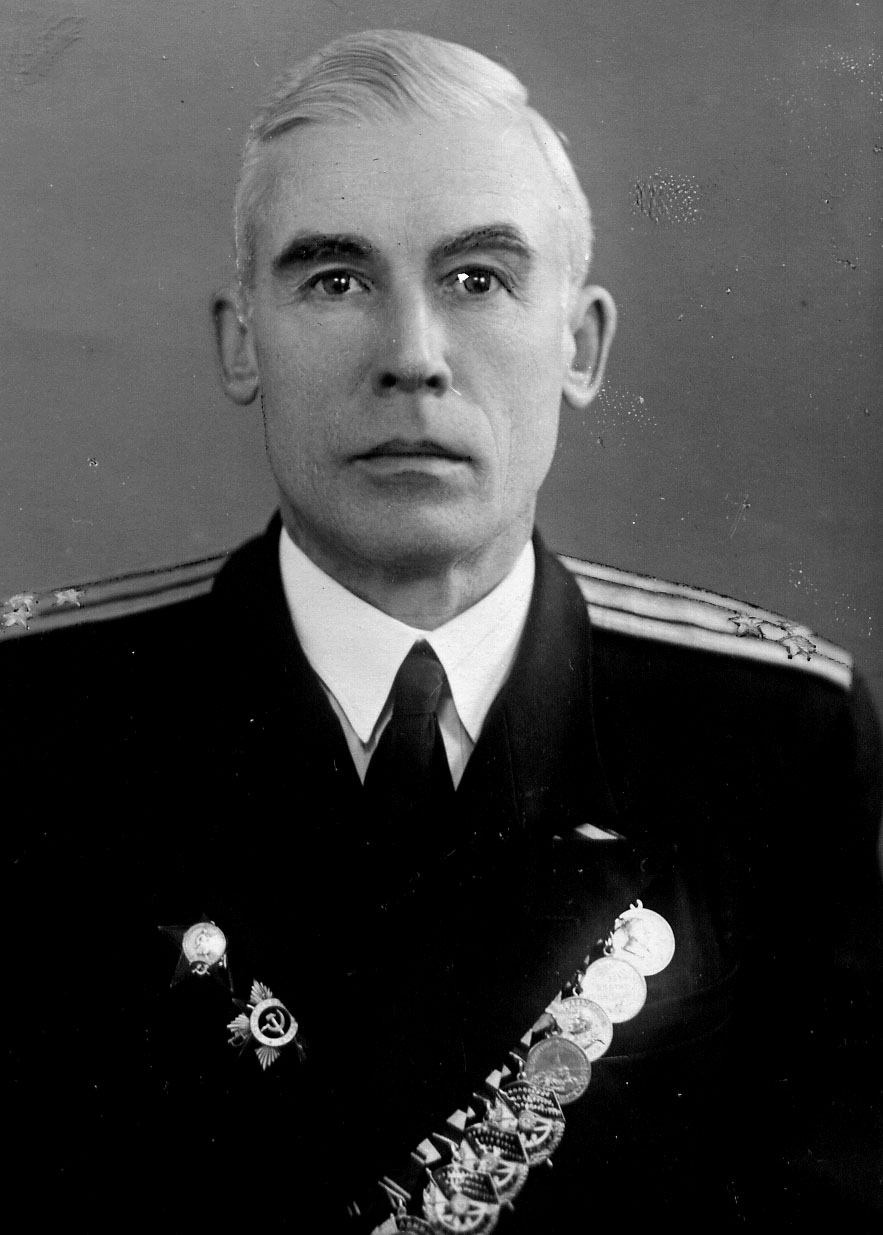
Георгий Николаевич 1960 год

В 1945 году Краснознаменный Балтийский флот был разделен на два флота: 4-й флот (Юго-Балтийский флот или ЮБФ) с главной базой в Пиллау (Балтийске), и 8-й флот (СБФ) с главной базой в Таллине. Георгий Николаевич был назначен начальником гидрографического отдела 4-го флота и переехал в Кёнигсберг.
Летом 1947 года Г. Н. Рыбин был назначен на должность преподавателя кафедры гидрографии и геодезии в Высшее военно-морское Краснознамённое училище (ВВМКУ) им. М. В. Фрунзе. В течение 7 лет преподавал гидрографию, топографию и аэротопографию. Обладая большим практическим опытом производства гидрографических работ, Георгий Николаевич давал курсантам не только теоретические положения по этим дисциплинам, но и раскрывал некоторые «секреты» съёмок, которые известны только гидрографам-практикам.
Похоронен на Северном кладбище Санкт-Петербурга.
В 1999 году Комиссия по географическим названиям Международной гидрографической организации и Межправительственной океанографической комиссии ЮНЕСКО присвоила имя Рыбина Rybin Seamount- подводной горе в Атлантическом океане (Ш=31°47’2 сев., Д=12°49’4 зап.) Эта подводная гора с наименьшей глубиной 412 м среди окружающих глубин порядка 2400—2500 м была обнаружена в 1979 году Атлантической океанографической экспедицией Балтийского флота.